# GayRussia.Ru
GayRussia.Ru — российский правозащитный ЛГБТ-проект. Основан 17 мая 2005 года в Москве.

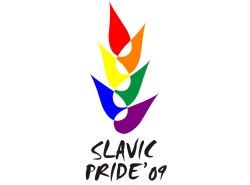
Логотип Славянского гей-прайда

Проект известен проведением различных кампаний по защите прав ЛГБТ-граждан, таких как гей-парады, а также кампании за отмену запрета гомосексуалам быть донорами крови, за признание однополых браков в России, за отмену закона Рязанской области «о запрете пропаганды гомосексуализма» и тд.
При этом активисты проекта не только проводят публичные акции («акции прямого действия»), но и оспаривают соответствующие положения законодательства и действия властей в судах. Почти ни один судебный процесс в России не был выигран, но целый ряд дел находится на рассмотрении Европейского суда по правам человека. В 2010 году Европейский суд вынес вердикт по делу Николая Алексеева в пользу устроителей гей-парада, при этом его решение является обязательным для исполнения российскими властями. В 2012 году в Комитете ООН по правам человека было выиграно дело активистки проекта Ирины Федотовой (Фет) в отношении рязанского запрета пропаганды гомосексуализма.

## Основная цель
Организация, возглавляемая Николаем Алексеевым, была создана для борьбы с дискриминацией по признаку сексуальной ориентации и гендерной идентичности в России. Алексеев реализует это, проводя открытую кампанию, пытаясь донести проблемы ЛГБТ-сообщества до СМИ и изменить мнение российского общества о нём.
В феврале 2009 года организация раскрыла свой девиз: «Гей-равенство, без компромиссов».

## Организация

### История создания
Проект GayRussia.Ru был запущен в Москве 17 мая 2005 года Николаем Алексеевым в первый Международный день борьбы с гомофобией. Он основал организацию, потому что никакого развития после декриминализации мужской гомосексуальности в России в 1993 году не последовало.

### Структура
Как незарегистрированная организация, осуществляет деятельность в соответствии со статьей 3 Федерального закона «Об общественных объединениях», которая гласит: «Создание общественных объединений способствует реализации прав и законных интересов граждан.
Граждане имеют право создавать по своему выбору общественные объединения без предварительного разрешения органов государственной власти и органов местного самоуправления, а также право вступать в такие общественные объединения на условиях соблюдения норм их уставов.
Создаваемые гражданами общественные объединения могут регистрироваться в порядке, предусмотренном настоящим Федеральным законом, и приобретать права юридического лица либо функционировать без государственной регистрации и приобретения прав юридического лица.» Организация не получает никакого финансирования, и у нее нет банковского счета и имущества.

### Ключевые фигуры
Возглавляет проект Николай Алексеев, активистами проекта являются также: Николай Баев (пишет статьи и участвует в международных ЛГБТ-конференциях), Ирина Фет, Антон Сутягин (координирует организацию в Беларуси), Кирилл Непомнящий, Анна Комарова, Александр Хоц, Юрий Гавриков (материально-техническое обеспечение организации), Алексей Киселев (в апреле 2013 года он получил политическое убежище в Испании), Дмитрий Бартнев (юрист организации) и другие. Gayrussia.ru управляется ротационной группой из примерно 20-30 активистов.

### Членство
Проект GayRussia.Ru является членом комитета IDAHO (англ. аббр. International Day Against Homophobia, Transphobia and Biphobia — Международный день борьбы с гомофобией), InterPride (Международная ассоциация организаторов ЛГБТ-прайдов), EPOA (Европейская ассоциация организаторов прайдов). Проекту также принадлежит основание движения гей-прайдов в России.

## Кампании
Проект GayRussia.Ru запустил пять основных кампаний с момента своего основания. Одна из них была успешно завершена в 2008 году. Самая известная продолжающаяся кампания — за свободу собраний, которую средства массовой информации часто называют «битвой за прайды в Москве».

### Кампания за свободу собраний
В июле 2005 года проект GayRussia.Ru запустил Московскую инициативу организации гей-прайда, о которой Николай Алексеев объявил на пресс-конференции в Москве. Мэр Москвы Юрий Лужков несколько раз заявлял, что не разрешит какие-либо публичные акции геев на улицах российской столицы. Прайд в Москве состоялся, несмотря на запреты 27 мая 2006 года, 27 мая 2007 года, 1 июня 2008 года и 16 мая 2009 года. Активистов каждый год арестовывали перед представителями основных международных средств массовой информации. Отчёты о событиях были сделаны по всему миру.
Проект GayRussia.Ru также продолжил свою кампанию за пределами Москвы и попытался организовать уличные публичные акции в Тамбове в октябре 2008 года, и в Рязани в апреле 2009 года.
Организация систематически обжаловала каждое из запрещенных для неё действий в российских судах, прежде чем направить дело в Европейский суд по правам человека в Страсбурге, Франция. В России не было выиграно ни одного дела. Российские судьи при принятии решения игнорировали различные дела, установленные Европейским судом в качестве прецедента. В случае с делом Bączkowski v Poland Суд постановил, что запрет Варшавского прайда в 2005 году был нарушением Конвенции о защите прав человека и основных свобод, которая была принята Российской Федерацией в 1998 году.

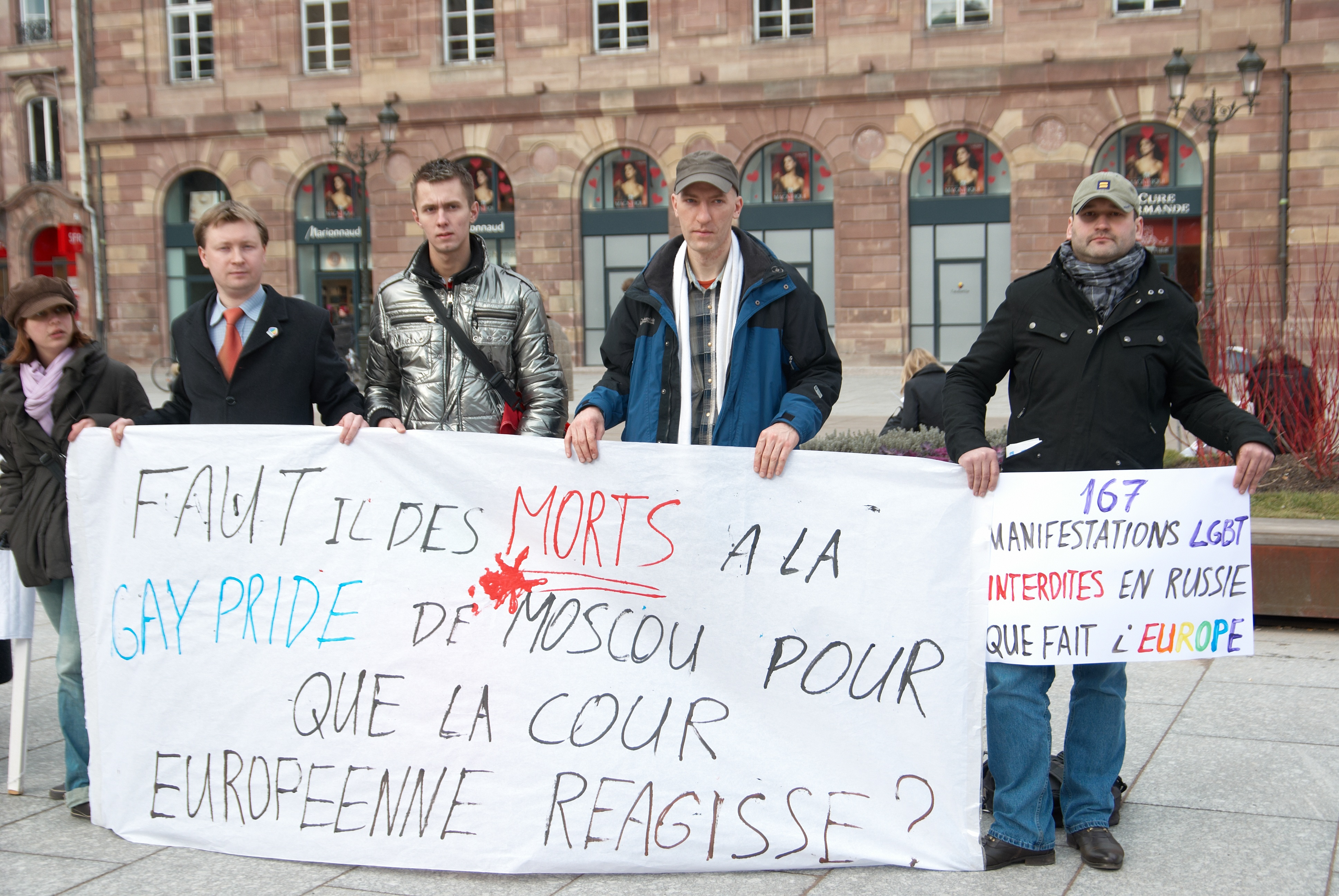
Протест, организованный GayRussia и TaPaGes в Страсбурге, Франция, 14 февраля 2009 года.

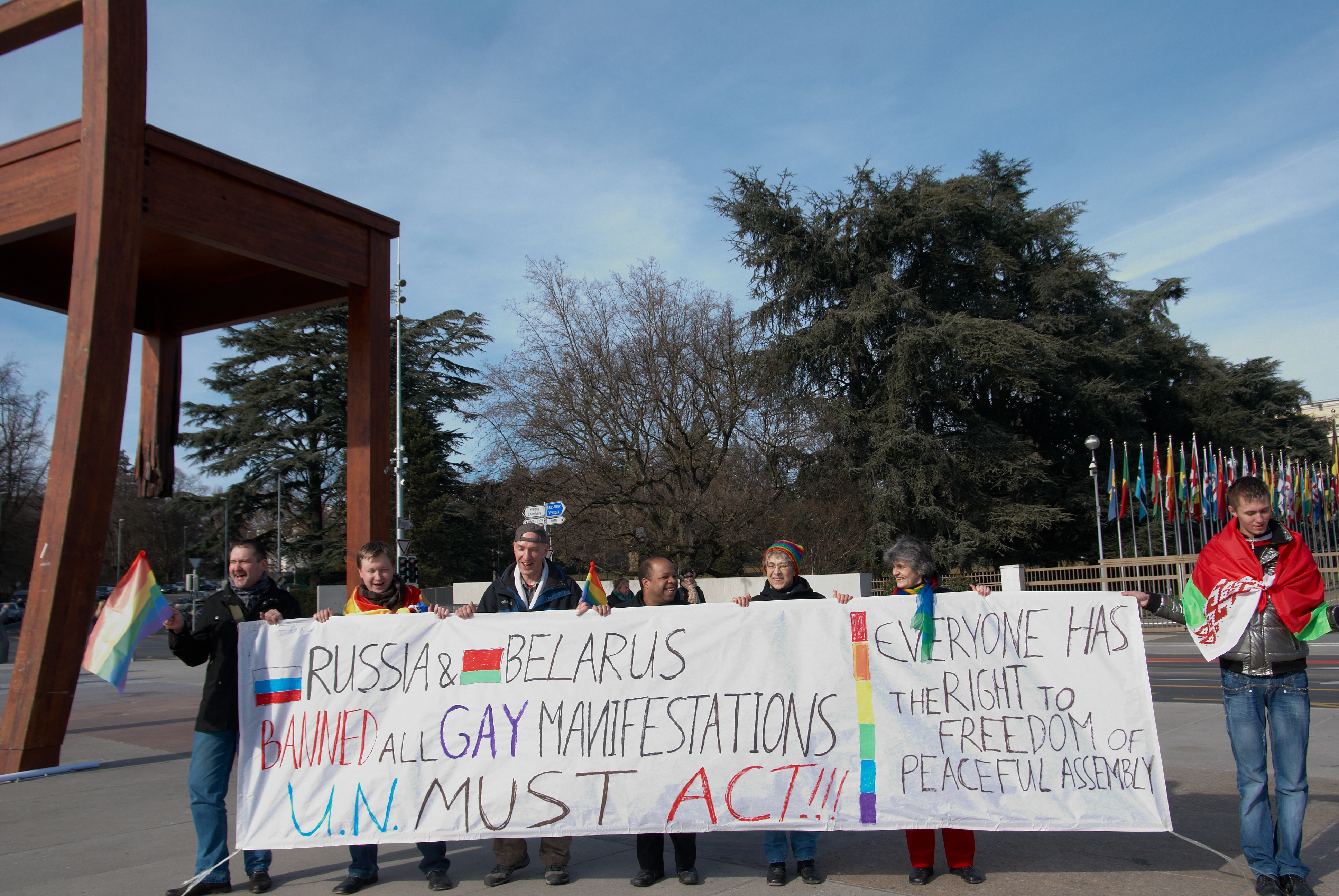
Протест, организованный GayRussia перед ООН в Женеве, Швейцария, 16 февраля 2009 года.

14 февраля 2009 года активисты проектов Gayrussia.ru и gaybelarus.by объединились с активистами местной ЛГБТ-группы TaPaGeS и организовали акцию протеста в центре Страсбурга с просьбой ускорить рассмотрение их жалоб в Европейском суде, самая давняя из которых была отправлена в январе 2007 г.
19 июля 2006 г. и 19 июля 2007 г. префектура ЦАО г. Москвы одобрила акцию протеста, организованную проектом Gayrussia.ru перед посольством Ирана с целью «привлечения внимания к казни несовершеннолетних и требованием отмены смертной казни».
В апреле 2009 года проект GayRussia.Ru решил оспорить запрет на июльскую акцию протеста в Комитете по правам человека ООН. Цель организации — вынесение окончательного обвинительного заключения против России как в Европейском суде по правам человека, так и в Комитете ООН по правам человека. В своем заключительном докладе Комитет выразил обеспокоенность по поводу насилия в отношении лесбиянок, геев, бисексуалов и транссексуалов (ЛГБТ), а также систематической дискриминации по признаку сексуальной ориентации, включая разжигание ненависти со стороны государственных должностных лиц, религиозных лидеров и средств массовой информации. Комитет также выразил озабоченность по причине нарушения права на свободу собраний и свободу объединений.

### Кампания по снятию запрета гомосексуалам быть донорами крови
В апреле 2006 года проект GayRussia.Ru попросил Генеральную прокуратуру и министра здравоохранения внести поправки в инструкцию донорам крови, выпущенную министром здравоохранения 14 сентября 2001 года, в которой гомосексуалисты входят в группу повышенного риска ВИЧ-инфекции.
В июле 2006 года Генеральная прокуратура признала, что в законе нет ничего, что мешало бы гомосексуалам сдавать кровь. Вместо этого закон определяет только список заболеваний, наличие которых не допускает возможности донорства крови. В результате он попросил Министерство здравоохранения исключить гомосексуалистов из инструкции.
В апреле 2007 года проект GayRussia.Ru направил напоминание в Генеральную прокуратуру и Министерство здравоохранения, так как инструкция не была изменена.
14 сентября 2007 года GayRussia.Ru организовал акцию протеста перед министерством здравоохранения с просьбой внести поправки в инструкцию. Это произошло вопреки запрету властей, и несколько активистов были арестованы. В тот же день Николай Алексеев попытался сдать кровь в центре переливания в Москве. Ему было отказано. Факт был зафиксирован несколькими представителями СМИ, которые освещали это событие. В мае 2008 года Министерство здравоохранения обратилось с письмом к GayRussia.Ru и подтвердило, что оно окончательно исключило гомосексуалистов из своей инструкции. По состоянию на июль 2013 года эта кампания по-прежнему отмечена как единственная дискриминация в отношении гомосексуалистов, отмененная в России после декриминализации однополых отношений мужчин в 1993 году.

### Кампания по снятию запрета на въезд ВИЧ-положительных иностранцев на территорию страны
В феврале 2009 года проект запустил кампанию за отмену статьи 10 закона 1995 года «О предупреждении распространения в Российской Федерации заболевания, вызываемого вирусом иммунодефицита человека (ВИЧ-инфекции)», которая запрещает ВИЧ-инфицированным иностранцам находиться в России более трёх месяцев. Организация обратилась к президенту, премьер-министру и министру иностранных дел с просьбой прекратить запрашивать ВИЧ-статус иностранных заявителей.

### Кампания против регионального закона о запрете пропаганды гомосексуализма среди несовершеннолетних
24 мая 2006 года местный парламент Рязанской области добавил к списку административных правонарушений статью 3.13 «Публичные действия, направленные на пропаганду гомосексуализма (мужеложства и лесбиянства) среди несовершеннолетних».
В марте 2009 года активисты GayRussia.Ru запустили кампанию с просьбой об отмене закона. 30 марта 2009 года Николай Баев и Ира Фет были арестованы в Рязани по обвинению за пропаганду гомосексуализма среди несовершеннолетних после того, как они стояли рядом с местной школой с плакатами с надписями «Гомосексуализм — это нормально» и «Я гомосексуалист и горжусь этим». Их освободили и выписали штраф. Николай Баев подал апелляцию в Европейский суд по правам человека, а Ирина Фет — в Комитет ООН по правам человека. Николай Алексеев обжаловал дело о запрещённом марше в том же суде. В январе 2010 года Конституционный суд вынес решение против трёх активистов, которые утверждали, что закон является неконституционным. В апреле 2010 года Комитет ООН по правам человека возбудил дело Ирины Фет и начал общаться с обеими сторонами. Организация также подала апелляцию за один марш и один пикет, которые были отклонены. Цель состояла в том, чтобы иметь возможность оспорить справедливость закона на уровне Конституционного суда и Европейского суда по правам человека.

### Кампания за однополые браки
См. также Однополые браки в России

## Организация международных мероприятий
В 2006 году GayRussia.Ru организовал первый Московский гей-парад с 25 по 27 мая.
В 2007 году GayRussia.Ru организовал второй Московский гей-парад с 26 по 27 мая.
В 2008 году GayRussia.Ru не организовывал фестиваль. Третий Московский прайд состоялся в формате 2 уличных акций.
В 2009 году GayRussia.Ru организовал первый славянский гей-парад в Москве с 14 по 17 мая.
В 2010 году GayRussia.Ru совместно с Gaybelarus.by организовали второй славянский гей-парад в Минске с 14 по 16 мая и пятый Московский парад 26 мая.
В 2010 году проект GayRussia.Ru в связи с проблемами с прохостинг-провайдером переехал на адрес Gayrussia.eu.
GayRussia также выполняет функцию СМИ, его широко цитируют другие информационные порталы. По данным Яндекса тематический индекс цитирования сайта проекта GayRussia в июле 2013 года проекта составляет 550.